# Florentina Mosora
Florentina Ioana Mosora ou Florentina Stan-Mosora (7 janvier 1940 - 2 février 1996) est une biophysicienne roumaine et belge. Avant 1964, elle est actrice dans l'industrie cinématographique roumaine.

## Biographie
Florentina Iona Mosora naît le 7 janvier 1940 à Cluj (Roumanie).
Mosora commence par une carrière d'artiste alors qu'elle est remarquée à 19 ans. Elle joue dans Băieţii noştri ("Nos garçons") en 1959, Post-restant ("Poste restante") en 1961, Sub cupola albastră ("Sous l'arche bleue") en 1962 et Dragoste la zero grade ("L'amour à zéro degrés") en 1964. Mais elle n'est pas attirée par le cinéma et décide de poursuivre sa vocation scientifique.
Elle obtient, en 1961, un BSc en science biologique et, en 1967, un BSc en science physique, avec une spécialisation en physique nucléaire, de la Faculté de physique de l'Université de Bucarest. Entre 1961 et 1967, elle est chercheur scientifique à la Faculté de médecine de Bucarest. Entre 1965 et 1970, elle est assistante du professeur Vasile Vasilescu au laboratoire de biophysique de la même faculté et, à partir de 1972, elle est chargée de cours à la faculté de biologie. Elle se spécialise dans la biophysique médicale et la neurophysiologie et obtient un doctorat en biophysique cum laude en 1971.
En 1969, dans le cadre d'un programme d'échange, elle obtient une bourse de l'Université de Liège pour les activités de recherches des années 71 à 74.
Elle est mariée à Stefan Stan, un confrère médecin.
En 1974, Mosora déménage en Belgique, où elle travaille sur l'utilisation d'isotopes stables en médecine. Elle est chercheur à l'Université de Liége dans le département de physique atomique et moléculaire, puis maître de conférences en 1974-1975. En 1975, elle est chercheur principal à l'Institut de physique de l'Université, puis maître de conférence dès 1979 et enfin professeur agrégée spécialisée en physique biologique et biochimie à partir de 1988. Elle travaille également dans le domaine de l'océanographie.
Elle est membre de l'Académie des sciences de New York (après 1982), présidente de l'Institut de recherche marine et d'interaction aérienne après 1989, vice-président de la société française "Stable Isotopes" après 1987 et membre du Conseil scientifique de la station de recherche sous-marine et océanographique de l'Université de Liège; après 1987.
Elle reçoit le prix Agathon de Potter 1979-1981 pour son travail de recherche exceptionnel en physique par la Fondation Agathon de Potter et l'Académie royale de Belgique. Elle est faite officier de l'Ordre de Leopold II en 1982 et commandeur de l'Ordre de la Couronne en 1992.
En 1989, elle est l'une des trois scientifiques co-organisant un atelier de l'OTAN sur les processus de transport biomécanique.
Elle décède le 2 février 1996, à l'âge de 56 ans, à Liège.

## Distinctions
- Officier de l'ordre de Léopold II

## Publications majeures
- Jandrain BJ, Pallikaris N, Normand S, Pirnay F, Lacroix M, Mosora F, Pachiaudi C, Gautier JF, Scheen AJ, Riou JP, and Lefebvre PJ, Pallikarakis, Normand et Pirnay, « Fructose utilization during exercise in men: rapid conversion of ingested fructose to circulating glucose », Journal of Applied Physiology, vol. 74, no 5,‎ 1993, p. 2146–54 (PMID 8335542, DOI 10.1152/jappl.1993.74.5.2146)
- Biomechanical Transport Processes: Proceedings of a NATO Advanced Research Workshop on Biomechanical Transport Processes, held October 9–13, 1989, in Cargèse, France, New York, Plenum Press, 1990, 426 p. (ISBN 978-0-306-43676-5, lire en ligne)
- Florentina Mosora, «Études expérimentales des variations de l'État», dans Bernard Pullman, Intermolecular forces: proceedings of the Fourteenth Jerusalem Symposium on Quantum Chemistry and Biochemistry held in Jerusalem, Israel, April 13–16, 1981, D. Reidel, 1981, 489–98 p. (ISBN 978-90-277-1326-1)
- Mosora F., Lacroix M et Luyckx A, « Glucose oxidation in relation to the size of the oral glucose loading dose », Metabolism, vol. 30, no 1,‎ 1981, p. 143–49 (PMID 6796801, DOI 10.1016/0026-0495(81)90033-0)
- I. Ebiner JR, Acheson KJ, Doerner A, F. Mosora, Acheson, Doerner et Maeder, « Comparison of carbohydrate utilization in man using indirect calorimetry and mass spectrometry after an oral load of 100 g naturally labelled 13-C glucose », British Journal of Nutrition, vol. 41, no 3,‎ 1979, p. 419–29 (PMID 465433, DOI 10.1079/BJN19790057)
- Mosora F., Lefebvre P, Pirnay F, Lacroix M, Luyckx A, Duchesne, J., Lefebvre, Pirnay et Lacroix, « Quantitative evaluation of the oxidation of an exogenous glucose load using naturally labelled 13C-glucose », Metabolism, vol. 25, no 12,‎ 1976, p. 1575–82 (PMID 994839, DOI 10.1016/0026-0495(76)90110-4)
- Lefebvre P., Mosora F., Lacroix M, Luyckx A, Lopez-Habib 0, Duchesne, J., Mosora, Lacroix et Luyckx, « Naturally labeled 13-C glucose: metabolic studies in human diabetes and obesity », Diabetes, vol. 24, no 2,‎ 1975, p. 185–89 (DOI 10.2337/diabetes.24.2.185)
- Lacroix M, Mosora F, Pontus M, Lefebvre P, Luyckz A, Lopez-Habib G, Mosora, Pontus et Lefebvre, « Glucose naturally labeled with carbon-13: use for metabolic studies in man », Science, vol. 181, no 4098,‎ août 1973, p. 445–6 (PMID 4718109, DOI 10.1126/science.181.4098.445, Bibcode 1973Sci...181..445L)